# Römerberg (Frankfurt nad Menem)
Römerberg - publiczny plac ratuszowy we Frankfurcie nad Menem. Zniszczony w wyniku bombardowań aliantów, odbudowany po II wojnie światowej. Corocznie odbywa się tutaj Weihnachtsmarkt.